# Stema Republicii Democratice Moldovenești

Stema Republicii Democratice Moldoveneşti

Stema Republicii Democratice Moldovenești ( 1917 – 1918 ) prezenta în scut francez un cap de bour cu stea, cu 5 raze între coarne și insoțit în dextra de o roză heraldică, iar în senestra de o semilună conturnată.